# 穆罕默德·瓦卡斯
穆罕默德·瓦卡斯（英語：Muhammad Waqas，1988年9月3日—），巴基斯坦男子曲棍球運動員，亦為巴基斯坦国家男子曲棍球队成員。

## 生平
2010年11月，穆罕默德·瓦卡斯代表巴基斯坦出戰廣州亞運會，參加曲棍球比賽，奪得金牌。